# Argynnis childreni
Argynnis childreni — вид дневных бабочек из семейства нимфалид (Nymphalidae). Видовое название дано в честь британского зоолога Джона Джорджа Чилдрена (1777—1852).

## Описание
Размах крыльев 8—9 см. Передние крылья со слегка вогнутым внешним краем, край задних крыльев волнистый. Основной фоновый цвет крыльев самца красновато-рыжий. Вдоль края крыльев тянутся три перевязи, образованные округлыми черными пятнами.  Нижняя сторона передних крыльев большей частью окрашена в персиковый цвет и несёт на себе чёрные пятна, нижняя сторона задних крыльев — светло-зелёная с тонкими серебристыми перевязями. Жилки R1, R2 не ветвятся и берут начало от центральной ячейки. Жилки R3, R4, R5 имеют общий ствол, который также начинается от центральной ячейки. На заднем крыле жилка M3 и жилка Cu1 отходят от центральной ячейки из одной точки. У самцов сверху на передних крыльях вдоль жилок могут располагаться андрокониальные поля. Половой диморфизм проявляется в окраске крыльев.

## Ареал
Северо-Восточная Индия, Китай.